# Skäresjön, Västergötland
Skäresjön är en sjö i Bollebygds kommun och Borås kommun i Västergötland och ingår i Rolfsåns huvudavrinningsområde. Sjön är 17 meter djup, har en yta på 0,668 kvadratkilometer och befinner sig 202,2 meter över havet.

## Delavrinningsområde
Skäresjön ingår i det delavrinningsområde (641153-131853) som SMHI kallar för Utloppet av Store Sjön. Medelhöjden är 208 meter över havet och ytan är 39,14 kvadratkilometer. Det finns inga avrinningsområden uppströms utan avrinningsområdet är högsta punkten. Nordån (Hälleredsån) som avvattnar avrinningsområdet har biflödesordning 2, vilket innebär att vattnet flödar genom totalt 2 vattendrag innan det når havet efter 80 kilometer. Avrinningsområdet består mestadels av skog (78 %). Avrinningsområdet har 1,98 kvadratkilometer vattenytor vilket ger det en sjöprocent på 5,1 %. Bebyggelsen i området täcker en yta av 0,5 kvadratkilometer eller 1 % av avrinningsområdet.